# Geiswiller
Geiswiller is een plaats en voormalige gemeente in het Franse departement Bas-Rhin in de regio Grand Est en telt 200 inwoners (2005).
De plaats maakt deel uit van het kanton Bouxwiller in het arrondissement Saverne.

## Geschiedenis
Tot 1 januari 2015 was het deel van het kanton Hochfelden in het arrondissement Strasbourg-Campagne, die op die dag beide werden opgeheven. Op 1 januari 2018 fuseerde de gemeente met Zœbersdorf tot de commune nouvelle Geiswiller-Zœbersdorf.

## Geografie
De oppervlakte van Geiswiller bedraagt 3,2 km², de bevolkingsdichtheid is 62,5 inwoners per km².
De onderstaande kaart toont de ligging van Geiswiller met de belangrijkste infrastructuur en aangrenzende gemeenten.

## Demografie
Onderstaande figuur toont het verloop van het inwonertal (bron: INSEE-tellingen).